# Glossadelphus serpyllifolius
Glossadelphus serpyllifolius là một loài Rêu trong họ Hypnaceae. Loài này được P. de la Varde mô tả khoa học đầu tiên năm 1955.